# Luciano Rabottini
Luciano Rabottini est un coureur cycliste italien, né le 23 janvier 1958 à Beyne-Heusay en Belgique.

## Biographie
Luciano Rabottini devient coureur professionnel en 1981. En 1986, il remporte Tirreno-Adriatico, le succès le plus important de sa carrière.
Son fils Matteo Rabottini est champion d'Italie espoirs en 2009 et cycliste professionnel depuis 2011.

## Palmarès

### Palmarès amateur
- 1979
  - Coppa San Sabino
  - Mémorial Rosario Raguso
- 1980
  - Gran Premio San Basso

### Palmarès professionnel
- 1981
  - 3e du Tour du Piémont
  - 5e du Tour de Lombardie
- 1982
  - 3e de la Ruota d'Oro
- 1983
  - Grand Prix de l'industrie et du commerce de Prato
- 1985
  - 3e du Tour des Pouilles
- 1986
  - Tirreno-Adriatico :
    - Classement général
    - 1re étape

  - 6e de Milan-San Remo
  - 9e du Tour de Lombardie
- 1989
  - Tour de Campanie
  - 3e étape du Tour d'Italie (contre-la-montre par équipes)

## Résultats sur les grands tours

### Tour d'Italie
9 participations
- 1981 : 77e
- 1982 : 44e
- 1983 : 63e
- 1984 : 67e
- 1985 : 61e
- 1986 : 56e
- 1988 : 53e
- 1989 : 94e, vainqueur de la 3e étape (contre-la-montre par équipes)
- 1990 : 96e